# عبد الرحمن حلمي

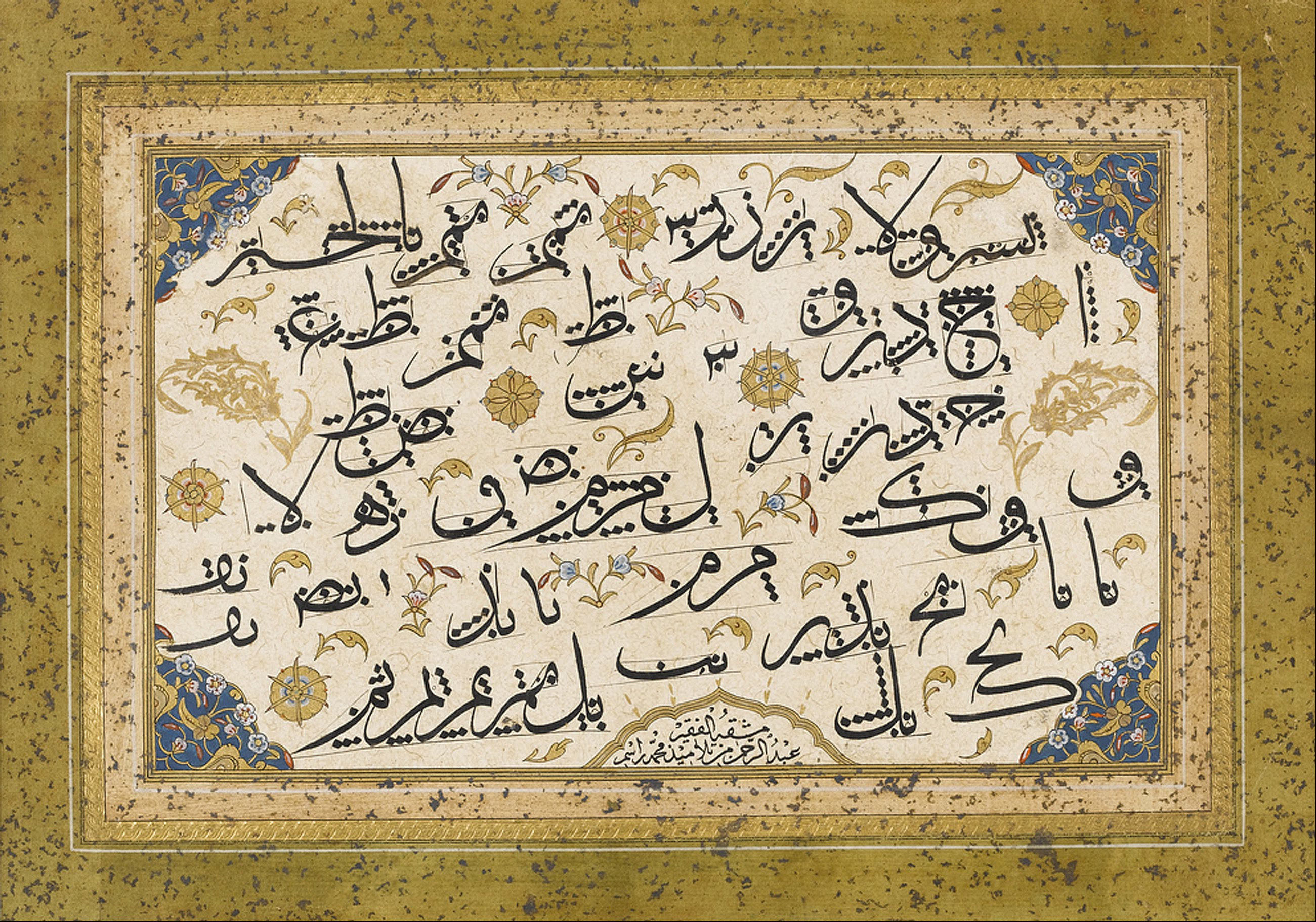
عينة تدريب من الخطاط التركي عبد الرحمن حلمي. الحبر والألوان والذهب على ورق.

عبد الرحمن حلمي (توفي عام 1805) كان خطاطًا تركيًا.

## الحياة والوظيفة
كان عبد الرحمن حلمي تلميذ إيجريكابيلي محمد راسم أفندي. كان خطاطًا بارعًا ومعروفًا بصرامة كتاباته. قضى معظم حياته في مدرسة آيا صوفيا في إسطنبول يدرس الخط ويدرب الطلاب.
يُذكر حلمي باعتباره شخصًا أخلاقيًا للغاية وجدير بالثناء. توفي عام 1220/1805 ودفن في سكوتاري على مقربة من خطاط عظيم آخر هو الشيخ حمد الله.